# Uurhoekhoroscoop
Een uurhoekhoroscoop is in de astrologie een horoscoop die wordt "getrokken" om een antwoord te geven op een bepaalde vraag van een cliënt. Bijvoorbeeld: "Zal mijn onderneming succes hebben?" Uurhoekastrologie of vragenastrologie is ontstaan uit de oudste vorm van astrologie, de mundaanastrologie, die reeds bij de oude Babyloniërs werd beoefend. De Engelse astroloog William Lilly bestudeerde onder meer het werk van Guido Bonatti en legde de regels van de uurhoekastrologie vast in zijn invloedrijke werk 'Christian Astrology' uit 1647. Moderne uurhoekastrologen als Karen Hamaker en Derek Appleby baseren zich nog steeds op zijn bevindingen.

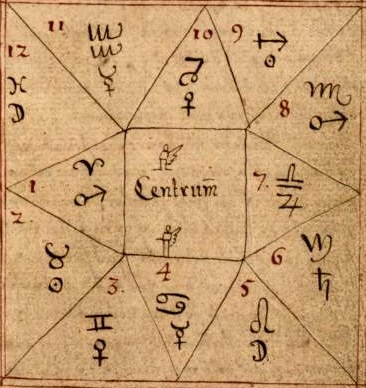
horosocooptekening met twaalf huizen

## Wat is het?
Het tekenen van de horoscoop gebeurt op dezelfde manier als bij een gewone geboortehoroscoop. Voor een bepaalde plaats (waar de vraag gesteld wordt) op een gegeven tijdstip (geboortemoment van de vraag) wordt een tekening gemaakt van het hemelgewelf vanuit een geocentrisch standpunt. Daarbij worden zon, maan en planeten, samen met een aantal vaste sterren op een cirkel geplaatst die de zodiak met de twaalf tekens voorstelt. Die standen kunnen astrologen terugvinden in efemeriden. Bij het interpreteren van zulke "uurhoek" gelden speciale regels die overgeleverd zijn vanuit de laat-middeleeuwse astrologiepraktijk. William Lilly wordt hierbij beschouwd als de belangrijkste figuur die de uurhoekastrologie heeft verfijnd en haar regels vastgelegd.

## Het idee achter uurhoekastrologie
Zoals met andere vormen van astrologie vertrekt de astroloog vanuit het idee dat elk tijdsmoment uniek is, en dat bepaalde eigenschappen van dat moment uit de stand van sterren en planeten kunnen worden afgelezen. Uurhoekastrologie is heel wat zwart-witter dan bijvoorbeeld geboorteastrologie of vormen van psychologische astrologie die nu opgang maken. Bij uurhoek is het antwoord vaak "Ja" of "Nee" en is er weinig ruimte voor nuance. Als orakelmethode is het wel veel omslachtiger dan bijvoorbeeld geomantie of het opwerpen van een munt en ook moet er heel wat (astrologische) studie aan voorafgaan vooraleer je zelf een uurhoekhoroscoop kunt interpreteren.

## Regels bij het interpreteren
Een van die regels is bijvoorbeeld dat de vraag niet kan worden beantwoord als de ascendant zich in de eerste drie graden van het teken bevindt. In dat geval oordeelt de astroloog dat het te vroeg is om een antwoord te geven op de vraag. De vrager zal moeten wachten tot zich nieuwe ontwikkelingen hebben voorgedaan. Als de ascendant zich in de laatste drie graden bevindt is dit ook een duidingsbeperking en is het 'te laat' om de uurhoekvraag te beantwoorden.
Typisch begint een astroloog (na berekenen en tekenen van de horoscoop) met het vaststellen van de 'significatoren', de planeten die voor de vrager en het gevraagde staan. Indien er een of ander gunstige verbinding tussen die planeten is, is dit al een sterke indicatie dat de kwestie een gunstig verloop zal hebben. Wat soms voorkomt is, dat er wel een verbinding is, maar dat een van de twee significatoren 'onder belegering' staat van een derde, ongunstige planeet. Die gooit dan roet in het eten, waardoor de zaak alsnog kan mislukken. Ook wanneer een significator 'verbrand' is (combustion), dat wil zeggen te dicht bij de zon staat, wijst dit op een slechte afloop. En zo zijn er nog tientallen andere regels waar rekening mee moet gehouden worden. Afgezien daarvan moet de uurhoekastroloog grondige kennis hebben van de aard van de planeten, hun heersers, de huizen en de tekens waar ze hun grootste kracht laten gelden enzovoort. Het is dus vrij complex om alle factoren tegen elkaar af te wegen.

## Voorbeelden van uurhoekvragen
Zal mijn vrouw slagen voor haar rijexamen?
Krijg ik de baan?
Wordt mijn zieke moeder beter?
Zal ik de erfenis ontvangen?
Waar is mijn verloren horloge?

## Uurhoekastrologen

### Klassieke
- Mashallah: Over receptie, 800
- Guido Bonatti (13e eeuw): Anima Astrolagiae, Or A Guide for Astrologers (vertaald door William Lilly in het Engels in 1676)
- William Lilly (1602-1681) Christian Astrology, An Introduction to Astrology, 1647, Uitg. Astrology Classics 2004.

### Moderne
- Raphael: Horary Astrology, By Which Every Question Relating to Future May Be Answered, 1883
- Alan Leo: Horary Astrology, 1909 (heruitgegeven door Cosimo Inc in 2006)
- Leo Knegt: Uurhoek- en Vragen-astrologie, H.J.W. Becht - Amsterdam, 1935
- Marc Edmund Jones: Problem Solving by Horary Astrology, Uitg. David Mc Kay, 1946.
- Derek Appleby: Horary Astrology Uitg. R. Reginald/Borgo Press, 1986
- Karen Hamaker-Zondag: Handboek voor Uurhoekastrologie, Uitg. Schors, 1989

## Geraadpleegde bronnen
- De eerste versie van dit artikel werd overgenomen van "Uurhoekastrologie" door Julien Grandgagnage, tekst door auteur vrijgegeven onder CC BY-SA.
- William Lilly (1602-1681) Christian Astrology, An Introduction to Astrology, 1647, Uitg. Astrology Classics 2004
- Leo Knegt: Uurhoek- en Vragen-Astrologie, H.J.W. Becht - Amsterdam, 1935
- Marc Edmund Jones: Problem Solving by Horary Astrology, Uitg. David Mc Kay, 1946
- Derek Appleby: Horary Astrology Uitg. R. Reginald/Borgo Press, 1986
- Karen Hamaker-Zondag: Handboek voor Uurhoekastrologie, Uitg. Schors, 1989